# Čolak (Familienname)
Čolak (eingedeutscht auch Colak) ist ein kroatischer Familienname, der auch bei Bosniaken und Serben vorkommt. Der Name ist türkischen Ursprungs und bedeutet "an einer Hand verstümmelt", d. h. jemand mit nur einer Hand oder mit fehlendem Finger.

## Bedeutung und Entstehung
Zur Entstehungszeit des Familiennamens im 18. Jahrhundert gehörten große Teile Kroatiens (d. h. auch Dalmatiens) und die Herzegowina zum Osmanischen Reich, wodurch viele türkische Wörter in die kroatische Umgangssprache übergingen. Der Familienname leitet sich von dem türkischen Wort çolak ab, das eine „Person mit verkrüppeltem Arm oder verkrüppelter Hand“ bezeichnet, was bedeuten kann, dass Arm, Hand oder Finger fehlen oder auch jemand nur Linkshänder ist. Noch heute ist Çolak ein türkischer männlicher Vorname und auch Familienname.
Ursprünglich erhielt nur eine bestimmte Person mit einer solchen Eigenschaft den Beinamen Čolak. Zur Unterscheidung verschiedener Familienzweige vererbte sich der Beiname Čolak auch auf die Nachkommen dieser Person, wurde dem eigentlichen Familiennamen hinzugefügt und ersetzte diesen über Generationen schließlich ganz.
Es gibt mindestens zwei Namenszweige, mit voneinander unabhängiger Blutsverwandtschaft:
Die Čolak der westlichen Herzegowina entstammen der Familie Knezović, einem bekannten kroatischen mittelalterlichen Geschlecht aus dem Ort Dužice (Gemeinde Široki Brijeg). Im Jahr 1764 wurde dort Jozo Knezović (Spitzname Čolo) geboren, welcher der Stammvater der Čolak aus der westlichen Herzegowina ist.
Die weitere Familienforschung ist schwierig, da die Kirchenbücher der alten Pfarrei Mostarsko Blato (der Dužice bis 1872 angehörte) im Jahr 1945 durch kommunistische Partisanen im Franziskanerkloster von Široki Brijeg verbrannt wurden.
Es gibt jedoch in den Kirchenbüchern (1805–1833) der umliegenden Pfarreien, in welche die Frauen aus der Dužice einheirateten, dreißig Eintragungen mit dem Nachnamen Knezović Čolak. So bspw. die Eintragung in das Heiratsbuch der Pfarrei Ružići bei Grude aus dem Jahr 1807, mit der die Ehe von Marko Lekić aus Dragićina (Grude) und Šima Knezović Čolak aus Dužice beurkundet wurde.
Die Čolak aus Dalmatien stammen aus der alten Familie Despotović, aus dem Gebiet des Ortes Gornje Ogorje (Muć) im mittleren Dalmatien. Im Grundbuch des Jahres 1835 sind dort die Familien von Peter, Mate sowie zweier Ante Čolak vermerkt. Der Name Despotović Čolak erscheint ebenfalls in den örtlichen Kirchenbüchern der Jahre 1774–1776.

## Verbreitung
In Kroatien lebten im Jahr 2007 etwa 770 Personen mit dem Familiennamen Čolak, davon die meisten im Raum Zagreb, Split, Zadar, in der Zagora und in Slawonien.
So z. B. in Gornje Ogorje sieben Familien mit dreizehn Personen und in Muć zwei Familien mit sechs Personen.
In der westlichen Herzegowina stieg die Zahl der Čolak sehr rasch, so dass es in den 1980er-Jahren über hundert Haushalte in den folgenden Orten der Gemeinden Široki Brijeg, Grude und Ljubuški gab: Dužice, Rasno, Kosmaj, Mamići, Privalj, Mokro, Medvidovići, Ledinac, Grljevići und Široki Brijeg.

## Familiennamen mit gleicher Bedeutung
Čolakić (in Zagreb), Čolakovac (ca. 110 Personen in der Županja), Čolaković (ca. 430 serbisch-orthodoxe Personen im östlichen Slawonien), Čolić (ca. 950 Personen in Slawonien), Čolo (in Sinj), Čolović (ca. 540 Personen in Drniš) und Čoljanović.

## Namensträger
- Antonio Čolak (* 1993 in Ludwigsburg), kroatisch-deutscher Fußballspieler
- Bariša Čolak (* 1956 in Dužice, Gemeinde Široki Brijeg), Justizminister von Bosnien und Herzegowina (HDZ BiH)
- Frano Čolak (* 1977 in Ljubuški), kroatischer Basketballspieler (ehem. HKK Široki Brijeg)
- Goran Čolak (* 1983 in Zagreb), professioneller kroatischer Freitaucher (mehrfacher Weltrekordler)
- Jure Čolak (* 1989 in Split), kroatisch-deutscher Fußballspieler
- Marin Čolak (* 1984 in Zagreb), kroatischer Automobilrennfahrer (Tourenwagen-Weltmeisterschaft)
- Stanko Čolak (* 1936), ehemaliger hochrangiger Funktionär der Geheimpolizei SDB („UDBa“) des sozialistischen Jugoslawiens